# Andrea Casarrubios
Andrea Casarrubios (San Esteban Del Valle, Ávila, 1988) es una violonchelista y compositora española. Afincada en Nueva York, Estados Unidos es la primera compositora de música clásica española nominada a un Premio Grammy (2025).  

## Trayectoria
Se inició en la música en una escuela-piloto de su pueblo,  Arenas de San Pedro. Luego estudió con la pianista y compositora María Escribano y con los también pianistas Ludmil Angelov en Toledo, Seth knopp en Baltimore y Bernadene Blaha, en Los Ángeles. Se formó en el violoncelo con María de Macedo en Madrid y con Lluís Claret en Barcelona. 
Becada por la Universidad Johns Hopkins, Baltimore, donde se licenció en 2011, y la Universidad del Sur de California, fue alumna de Amit Peled y Ralph Kirshbaum, en 2014. Durante su doctorado en Nueva York, también trabajó en el ámbito de la composición con John Corigliano. 
En 2019 publicó su primer disco, Caminante: Music of Andrea Casarrubios, a partir de poemas de Antonio Machado, elegido por la discográfica ABC Classic en Australia como Best Classical Albums 2019. Cambió su residencia a Oviedo temporalmente en  2021, durante la pandemia de covid 
En 2024, publicó su segundo disco. Seven, works by Andrea Casarrubios, siete composiciones propias donde ella toca el violonchelo, acompañada por miembros de la Sinfónica de Chicago y los Manhattan Chamber Players. 
Como compositora, sus más de 30 obras han sido interpretadas, entre otras agrupaciones, por la Chicago Symphony Orchestra, The Philadelphia Orchestra y la Indianapolis Symphony Orchestra. 
Ha dado conciertos en el Auditorio Nacional de Madrid, el Carnegie Hall de Nueva York, el Teatro Nacional de Pekín, y en países como México, Brasil, Alemania, Singapur, Suráfrica y Canadá. Galardonada en concursos internacionales, ha sido invitada, al Festival de Ravinia, el Festival  Casals de Puerto Rico, el Piatigorsky Cello Festival (Los Ángeles) y al Schleswig-Holstein Musik Festival de Alemania, entre otros festivales.   
Como docente, ha impartido clases magistrales en la Universidad del Sur de California, la Universidad del Estado de Misuri, la Universidad de Rochester y Universidad Municipal de New York, entre otros centros.
En 2025, fue nominada a los Premios Grammy, en la categoría Mejor Composición de música clásica, por Seven for Solo Cello y se anunció que trabajaba en un encargo de la Escuela Juilliard de Nueva York, con la poeta Amanda Gorman por el 250.º aniversario de Estados Unidos. 

## Obras
-Solo and Duo 
- Amid a Place of Stone for solo violin (2020)
- Mensajes del agua arr. violin and piano (2019)
- La Libertad se levantó llorando for violin, cello and pre-recorded recitation (2017)

- SEVEN for solo cello (2020)
- Armadura for solo cello (2022)
- Silbo for cello and piano (2021)
- Mensajes del agua for cello and piano (2019)
- 24 Mozas for cello and piano (2017)
- Sonia for cello and piano (2023)
- Cadenzas: Haydn's Cello Concerto in C (2021)
- Speechless for cello and percussion: vibraphone, bowed cymbal, marimba (2015)
- Magnitude for viola and piano (2022)
- SEVEN for solo viola (2020, arr. 2023)
- Armadura for solo viola (2022, arr. 2023)
- Day 30 for viola and cocktail shaker (2020)
- Keepsake for violin and piano (2024)

- Sandglass for piano (2022)
- Crisol on a theme by Haydn for piano (2018)
- El Paseo de los Tristes for guitar (2021)

-Orchestra and Choral
- Caminante for cello and choir (2014)
- Herencia for string orchestra (2023)
- MIRAGE Concerto for cello & orchestra (2024)
- Afilador for orchestra (2022)
- Chorale for string orchestra (2020)
- Anthem for string orchestra (2022)
- 24 Mozas for cello and string orchestra (2017)

-Chamber Ensemble
- Afilador for clarinet, violin, viola, cello (2022)
- Afilador for flute, violin, viola, cello (2022)
- Piano Quintet for 2 violins, viola, cello and piano (2023)
- Maktub for three cellos (2013)
- Maktub for string trio (2013, arr. 2022)
- luzAzul: passacaglia for piano trio (2016)
- in the age of noise for string trio (2020)
- in the age of noise for cello trio (2020, arr. 21)
- Overture & Chorale for cello quartet (2020)
- Overture & Chorale for string quartet (2020)
- Anthem for cello quartet or ensemble (2022)
- The Airport Jog for cello quartet (2022)
- The Airport Jog for cello choir (2022)

## Discos
- Caminante: Music of Andrea Casarrubios. (2019, Odradek Records) [9]
- Seven works by Andrea Casarrubios (2024, Odradek Records) [10]